# Tkanka łączna luźna
Tkanka łączna luźna, tkanka łączna wiotka (łac. textus conjunctivus fibrosus laxus) – rodzaj tkanki łącznej właściwej posiadający trzy rodzaje włókien: elastyczne (sprężyste), siateczkowe (kratkowe) i  kolagenowe (klejodajne). Istota podstawowa tej tkanki układa się w charakterystyczne blaszki, które można mechanicznie oddzielić od siebie. Włókna i komórki spoczywają w tych blaszkach, a pomiędzy nimi znajduje się płyn tkankowy. Nadmiar płynów powoduje obrzęk. 
Tkanka łączna luźna jest najczęściej występującą tkanką łączną ustroju. Tworzy większość błon śluzowych właściwych i podśluzowych, torebki narządów i ich przegrody. Za jej pośrednictwem dostają się do narządów naczynia i nerwy. Występuje w przydance naczyń.
Wyróżniamy kilka rodzajów tkanki łącznej luźnej: 
- tkanka łączna błoniasta – tworzy błony surowicze (opłucną, otrzewną i osierdzie)
- tkanka łączna pólkowa[potrzebny przypis] – znajduje się w sieci większej i mniejszej
- tkanka łączna beleczkowata – występuje w warstwie siateczkowatej skóry właściwej i w oponie pajęczej.